# 1474 en Angleterre
Chronologie de l'Angleterre
- 1470
- 1471
- 1472
- 1473
- 1474
- 1475
- 1476
- 1477
- 1478

Cette page concerne l'année 1474 du calendrier julien.

## Naissances en 1474
- Date inconnue :
  - John Arundell, chevalier
  - Anne Gascoigne, noble
  - Katherine Gordon, noble
  - Edward Guildford, gouverneur des Cinq-Ports
  - Alice Harpur, noble
  - Éléonore Percy, duchesse de Buckingham
  - John Seymour, noble
  - Cuthbert Tunstall, évêque de Londres
  - Roland de Velville, connétable du château de Beaumaris
  - Perkin Warbeck, prétendant au trône et imposteur

## Décès en 1474
- 11 mai : John Stanberry, évêque de Hereford
- 1er août : Walter Blount, 1er baron Mountjoy (en)
- 17 ou 19 novembre : William II Canynges, marchand
- Date inconnue :
  - Marguerite Beaufort, comtesse de Stafford
  - John Bourchier, 1er baron Berners
  - Robert Danby, juge
  - Walter Frye, compositeur